# گولیتس-رتس
گولیتس-رتس (به آلمانی: Gülitz-Reetz) یک شهر در آلمان است که در پریگنیتس واقع شده‌است. گولیتس-رتس ۵۳۹ نفر جمعیت دارد.